# Mali zvezdni prisekan dodekaeder
| Mali zvezdni prisekan dodekaeder               | Mali zvezdni prisekan dodekaeder                     |
| ---------------------------------------------- | ---------------------------------------------------- |
|                                                |                                                      |
| Vrsta                                          | uniformni zvezdni polieder                           |
| Elementi                                       | F = 24, E = 90, V =60 ({\displaystyle \chi \,} = -6) |
| Stranske ploskve po stranicah                  | 12{5}+12{10/3}                                       |
| Wythoffovi simboli                             | 2 5 \| 5/3 2 5/4 \| 5/3                              |
| Simetrijska grupa                              | Ih, [5,3], *532                                      |
| Bowerjeva okrajšava                            | Quit Sissid                                          |
| Sklici                                         | U58, C74, W97                                        |
| veliki pentakisni dodekaeder (dualni polieder) | 5.10/3.10/3 slika oglišč                             |

Mali zvezdni prisekan dodekaeder je nekonveksni uniformni polieder z oznako (indeksom) U58. Njegov Schläflijev simbol je enak t0,1{5/3,5}. Stranske ploskve sestavlja 12 petkotnikov in 12 dekagramov.

## Sorodni poliedri
Ima enako razvrstitev oglišč kot drugi trije uniformni poliedri: konveksni rombiikozidodekaeder, mali dodeciikozidodekaeder in mali rombidodekaeder.
| rombiikozidodekaeder             | mali dodeciikozidodekaeder         | mali rombidodekaeder                   |
| mali zvezdni prisekan dodekaeder | sestav šestih pentagramskih prizem | sestav dvanajstih pentagramskih prizem |